# Madygenerpeton
Madygenerpeton is een geslacht van uitgestorven chroniosuchide Reptiliomorpha uit de afzettingen van de Madygen-formatie uit het Midden- en Laat-Trias van Kirgizië. 

## Naamgeving
Het werd benoemd in 2010 door de paleontologen Rainer R. Schoch, Sebastian Voigt en Michael Buchwitz op basis van een bijna complete schedel en bijbehorende osteodermen, holotype FG 596/V/4. De typesoort is Madygenerpeton pustulatus. De geslachtsnaam combineert een verwijzing naar de formatie met het Grieks herpeton, 'kruipend dier'. De soortaanduiding betekent de 'gepuiste' in het Latijn.

## Beschrijving
Madygenerpeton heeft, net als andere chroniosuchiden, osteodermen, of benige platen, die over de ruggengraat liggen. Deze osteodermen grijpen in elkaar en verbinden zich met de bijbehorende wervels op de wervelkolom. Ze zijn breed en hebben gebogen of puntige oppervlakken. Op het bovenoppervlak van het voorste uiteinde en het onderste oppervlak van het achterste uiteinde van elk osteoderm zijn er facetten bedekt met concentrische ribbels en groeven. Door deze facetten kunnen de platen in elkaar grijpen. De relatief smalle breedte van de osteodermen bij Madygenerpeton zorgt voor meer zijdelingse buiging in de romp van dan bij andere chroniosuchiden, tot 7,5 graad.
De schedel heeft een parabolische omtrek en het oppervlak is bedekt met pustuleuze versiering. Deze kenmerkende versiering geeft de typesoort zijn naam Madygenerpeton pustulatus. In tegenstelling tot andere chroniosuchiden, mist Madygenerpeton een antorbitale fontanel voor de ogen. Het postpariëtale of achterste deel van de schedel is hol.

## Paleobiologie
De nauw in elkaar grijpende osteodermen langs de rug van chroniosuchiërs uit het Perm waren waarschijnlijk een aanpassing aan voortbeweging op het land. De platen maakten de wervelkolom stijver, waardoor deze beter bestand was tegen spanningen door scheerkrachten, torsie, compressie en rekking. De toegenomen stabiliteit van de wervelkolom resulteerde echter in minder flexibiliteit. Bij Madygenerpeton kan de toegenomen flexibiliteit van de romp een aanpassing zijn geweest aan een secundair aquatische levensstijl. Grotere zijdelingse buiging zou een golvende beweging als bij een aal mogelijk hebben gemaakt die nuttig was om te zwemmen.